# Jan Baculewski
Jan Baculewski (ur. 16 sierpnia?/29 sierpnia 1912 w Orenburgu, zm. 27 października 1994 w Warszawie) – polski historyk literatury i pedagog zajmujący się naukowo literaturą polską drugiej połowy XIX wieku. W latach 1956–1982 dyrektor Biblioteki Uniwersyteckiej w Warszawie.

## Życiorys
Syn Andrzeja Baculewskiego, wygnańca politycznego, i Marii z Aleksandrowskich. W 1922, po śmierci ojca, zamieszkał wraz z rodziną w Warszawie. Ukończył Gimnazjum im. Tadeusza Reytana w Warszawie (1931), następnie w latach 1932–1937 studiował polonistykę na Uniwersytecie Warszawskim. Przed wybuchem wojny pracował jako nauczyciel w szkolnictwie zawodowym. W 1939 brał udział jako ochotnik w kampanii wrześniowej. W okresie okupacji niemieckiej pracował w Wydziale Oświaty i Kultury Zarządu Miejskiego w szkolnictwie zawodowym. Prowadził tajne nauczanie i kierował konspiracyjnym zespołem teatralnym szkół zawodowych na warszawskim Grochowie. Przyjmował na naukę dzieci żydowskie i starał się wyszukiwać dla nich bezpieczne noclegi. Politycznie początkowo związany z organizacją podziemną Wolność, Równość, Niepodległość, stworzoną przez PPS, w 1943 wstąpił do Polskiej Partii Robotniczej. We wrześniu 1944 został aresztowany w Międzylesiu, jednak zdołał uciec i znalazł się w Nowym Targu, gdzie w dalszym ciągu prowadził tajne nauczanie.
Po II wojnie światowej wrócił do Warszawy, został dyrektorem założonego przez siebie liceum w Wawrze, pracował w Ministerstwie Oświaty jako naczelnik wydziału organizacyjnego, działał w Zarządzie Głównym Związku Nauczycielstwa Polskiego. Od 1946 kurator Okręgu Szkolnego Łódzkiego. W latach 1946–1948 członek Komitetu Łódzkiego PPR, od 1948 członek PZPR. W 1947 współpracował z czasopismami „Kuźnica” i „Wieś”. W latach 1948–1953 wicedyrektor Instytutu Badań Literackich w Warszawie, od 1948 wykładowca historii literatury na Uniwersytecie Warszawskim, w latach 1953–1954 jako zastępca profesora. Był kontraktowym profesorem i prorektorem Państwowej Wyższej Szkoły Teatralnej w Warszawie (1949–1950). W latach 1951–1952 wykładał w Szkole Partyjnej Komitetu Centralnego PZPR. W latach 1948–1960 redaktor działu klasyków polskich Państwowego Instytutu Wydawniczego.
W 1961 obronił w Instytucie Badań Literackich PAN pracę doktorską zatytułowaną Poezja programowa pierwszego dziesięciolecia po powstaniu styczniowym (promotor Stefan Żółkiewski) i w tym samym roku zrezygnował z pracy w IBL PAN. W okresie pracy w IBL PAN był redaktorem naukowym Kronik Bolesława Prusa (t. 1–5, 1953–1956) i Pism krytyczno-literackich Elizy Orzeszkowej (1959), a także redaktorem Listów zebranych Elizy Orzeszkowej (t. 1–3, 1954–1956). W latach 1956–1982 dyrektor Biblioteki Uniwersyteckiej w Warszawie, w 1971 mianowany docentem. W 1956, po objęciu stanowiska dyrektora, wystąpił o rehabilitację i powrót do BUW-u niesłusznie zwolnionych pracowników. W latach 1960–1989 prowadził w Bibliotece Uniwersyteckiej w Warszawie Archiwum Marii Konopnickiej. Poświęcił poetce album Maria Konopnicka. Życie i twórczość w fotografii (Wspólna Sprawa, Warszawa 1960), obszerną monografię Maria Konopnicka (Wydawnictwa Szkolne i Pedagogiczne, Warszawa 1978) i inne publikacje książkowe. Był autorem biogramu Konopnickiej w Polskim Słowniku Biograficznym (t. XIII, 1967).
Pochowany na cmentarzu Powązkowskim w Warszawie (kwatera 132, rząd 2, miejsce 6).

## Publikacje książkowe
- Realizm i pozytywizm w Europie i Polsce (1951)[1]
- Henryk Sienkiewicz (1952, wyd. 2 1956, wyd. 3 1958)[1]
- Historia literatury polskiej. Dla Klasy X. Literatura okresu pozytywizmu i realizmu krytycznego (1954, wyd. 2 1955, wyd. 3 1956)[1]
- Zarys literatury polskiej po powstaniu styczniowym (1959)[1]
- Maria Konopnicka. Życie i twórczość w fotografii (opracowanie, 1960, wyd. 2 1966)[1]
- Śladami życia i twórczości Marii Konopnickiej. Szkice historyczno-literackie, wspomnienia, materiały biograficzne (zebranie i opracowanie, 1963, wyd. 2 1966)[1]
- Maria Konopnicka. Publicystyka literacka i społeczna (wybór i opracowanie, 1968)[1]
- Maria Konopnicka (1978)[1]

W okresie 1941–1944 opublikował w konspiracji adaptacje sceniczne Krzyżaków Henryka Sienkiewicza, noweli Echa leśne Stefana Żeromskiego i powieści Roman i dziewiętnastu Zofii Żurakowskiej, wystawione w Warszawie, sygnowane przez Tajny Zespół Szkół Zawodowych J. Baculewskiego.

## Odznaczenia i wyróżnienia
- Krzyż Kawalerski Orderu Odrodzenia Polski (1958)[1]
- Krzyż Oficerski Orderu Odrodzenia Polski (1972)[1]
- Medal Komisji Edukacji Narodowej[2]
- Nagroda Ministra Nauki, Szkolnictwa Wyższego i Techniki (1979)[1]
- Złota Odznaka ZNP[2]